# Abbaye de Cikádor
L’abbaye de Cikádor (en hongrois cikádori apátság) est la première abbaye cistercienne de Hongrie, fondée en 1142, dans la ville de Bátaszék

## Histoire

### Fondation
L'abbaye de Cikádor est fondée en 1142 à la demande du roi de Hongrie Géza II, qui fait venir des moines de l'abbaye d'Heiligenkreuz, en Autriche. L'ordre cistercien est alors en pleine croissance, mais aucune abbaye de cet ordre n'est implantée en territoire hongrois. Celle de Cikádor est la première, et reste durant quarante années la seule, jusqu'au règne de Béla III, qui fait construire de nombreuses abbayes cisterciennes, en particulier celle de Zirc.
L'implantation dans le site de Bátaszék est volontaire, à la fois pour les moines qui aiment, à l'exemple de Bernard de Clairvaux, s'établir dans les vallées, et pour le roi, qui y voit l'espoir de la mise en valeur d'un terrain marécageux dans la plaine entre le Danube et la Sárvíz. Ce site, malgré son aspect inhospitalier n'était toutefois pas inhabité. Mais les Cisterciens ont largement contribué à le rendre habitable, en particulier par le drainage de la région.

### L’invasion mongole
L'invasion mongole en 1242, frappe de plein fouet l'abbaye ; les Tatars dévastent l'édifice et la ville, et la reconstruction est difficile. Elle n'est véritablement menée qu'à partir de 1347

### Le déclin
Au XIVe siècle, l'abbaye décline lentement ; beaucoup de possessions sont vendues, louées ou hypothéquées. L'abbaye ne retrouve jamais la prospérité qu'elle avait durant son premier siècle d'existence.

### La fin de la vie monastique

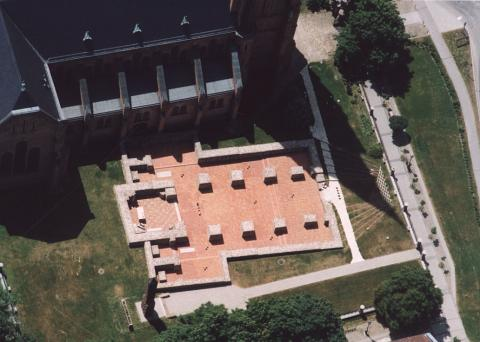
Autre vue du chantier de fouilles de l'abbaye.

La bataille de Mohács, en 1526, marque le début de l'occupation ottomane. Toutes les abbayes ferment et les moines fuient vers l'occident. En ce qui concerne Bátaszék, les Turcs y arrivent en 1529. Le monastère est transformé en mosquée, et un minaret bâti à l'extrémité orientale. À l'heure de la reconquête, les moines ne reviennent pas sur le site.

### La démolition
Au XVIIIe siècle, après la reconquête des Habsbourg, une reconstruction de l'église est menée, dans un style baroque, mais incorporant de nombreux éléments médiévaux faute de moyens. La destruction de ce seul reste de l'abbaye a lieu lors de la construction de la nouvelle église, qui rase totalement l'ancienne.

### Les fouilles
À partir de 1994, des recherches sont menées sous la direction de Polikárp Zakar et d'Ilona Valter pour retrouver les traces de l'ancien monastère. Ce dernier s'avère enterré sous un mètre et demi de terre, reste des destructions des Turcs et d'incendies divers,.

## L'abbaye
L'abbaye est construite pour partie en pierre de taille et pour partie en brique, moins chère et plus facile à trouver dans cette région marécageuse.

### L'église abbatiale
L'église abbatiale présente un plan à trois nefs, commun à l'architecture cistercienne traditionnelle : le chevet est plat, deux chapelles latérales ouvrant sur le transept sont situées de chaque côté du chœur. Dans un souci de simplicité, les piliers sont à base rectangulaire. L'abbatiale mesurait près de soixante mètres de longueur, ce qui faisait de cette église la plus grande de tout le comitat ; le sol, la seule partie que l'on peut véritablement reconstituer aujourd'hui, était recouvert d'un pavement décoratif en briques, représentant notamment des animaux (les fouilles ont dégagé une licorne et un cerf).